# Thiên Cầm (chòm sao)
Thiên Cầm (天琴; tiếng Latinh: Lyra, từ tiếng Hy Lạp cổ: λύρα) là một chòm sao nhỏ. Đây là một trong 48 chòm sao Ptolemy và là một trong 88 chòm sao hiện đại được Liên đoàn Thiên văn Quốc tế công nhận, mang hình ảnh cây đàn lia.
Chòm sao này có diện tích 286 độ vuông, nằm trên thiên cầu bắc, là chòm sao hiện đại có diện tích lớn thứ 52. Chòm sao Thiên Cầm giáp với chòm sao Thiên Long, Vũ Tiên, Hồ Ly và Thiên Nga.

## Thiên thể đáng chú ý
Các thiên thể đáng quan tâm:
- Sao Chức Nữ, một trong những sao sáng nhất trên bầu trời đêm.
- Sao biến quang R Lyrae.
- Sao biến quang che nhau Beta Lyrae, nguyên mẫu của các sao biến quang Beta Lyrae.
- Tinh vân hành tinh M57.
- Cụm sao cầu M56.